# Holzwerkstoff

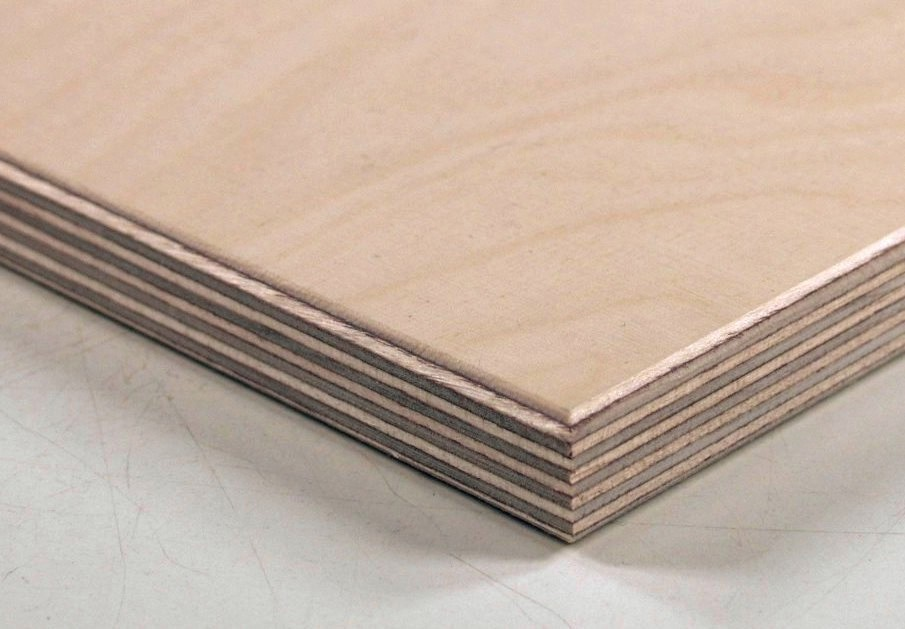
Multiplex-Sperrholz

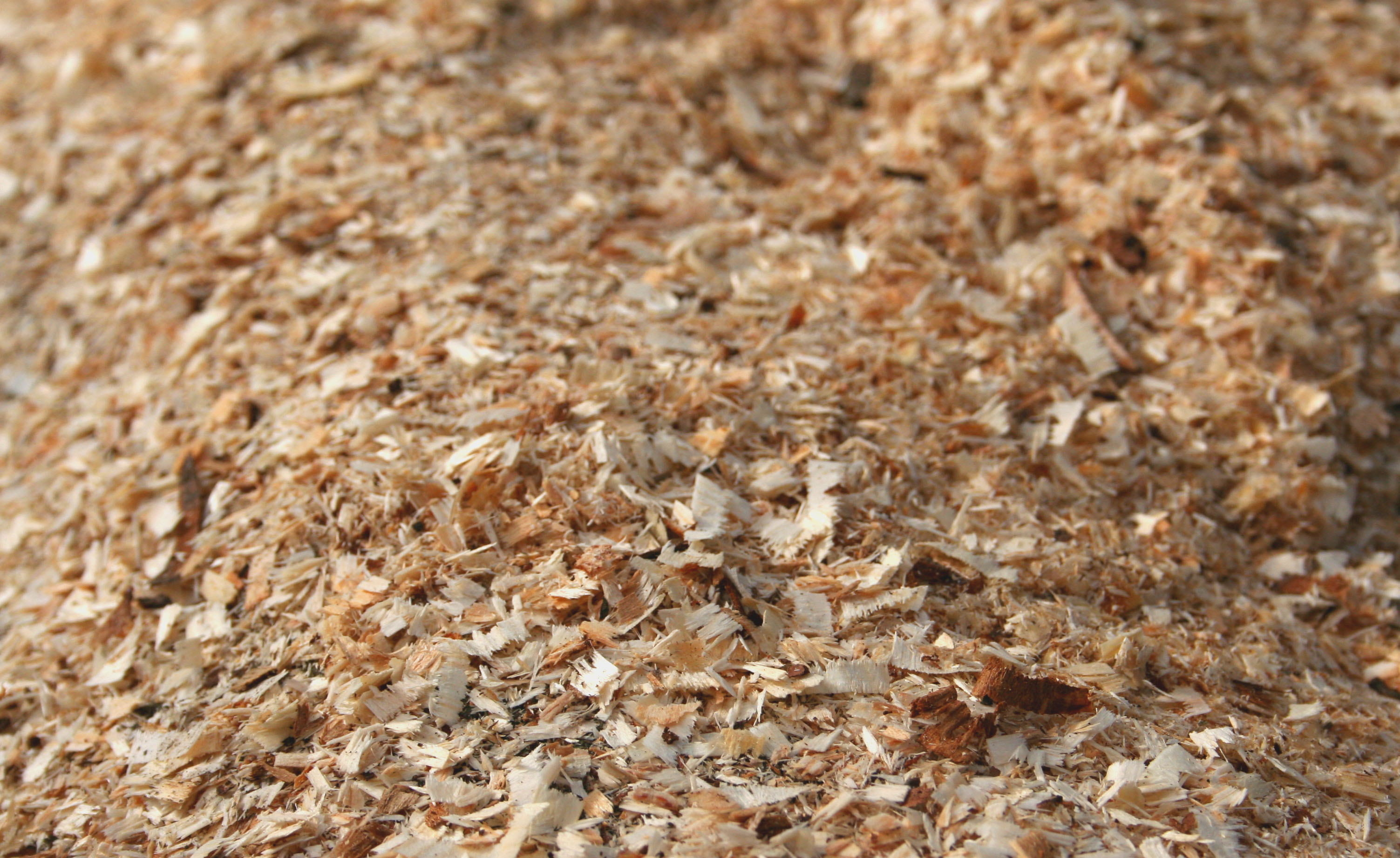
Sägespäne

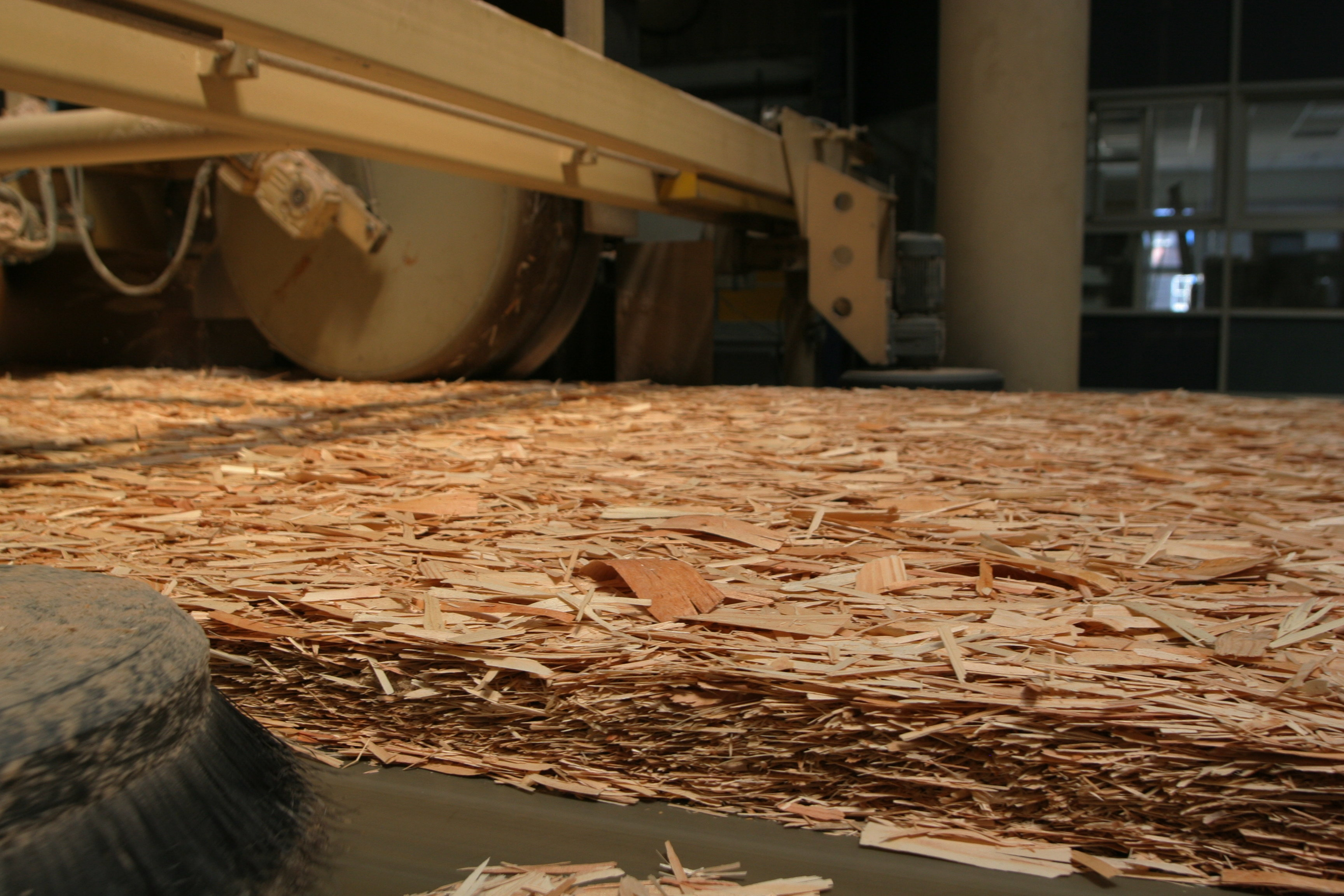
Produktion von Grobspanplatten, unmittelbar vor der Presse

Holzwerkstoffe sind Werkstoffe, die durch Zerkleinern von Holz und anschließendes Zusammenfügen der Strukturelemente erzeugt werden. Größe und Form der Holzpartikel entscheiden über die Art des Holzwerkstoffes und seine Eigenschaften. Die Holzpartikel können ohne oder mit Bindemitteln oder mechanischen Verbindungen miteinander verbunden sein.
Der häufigste Anwendungsfall sind Holzwerkstoffplatten wie Spanplatten, Sperrholzplatten und Holzfaserplatten. Insbesondere Holzfasern und Holzspäne lassen sich aber auch zu dreidimensional komplexeren Formen verarbeiten.

## Beschreibung
Holzwerkstoffe können aus verschiedenen Typen von zerkleinertem Holz bestehen, die sich im Wesentlichen durch ihre Größe unterscheiden. Zu den größten Strukturelementen gehören Schnitthölzer, vor allem Bretter, sowie Furniere unterschiedlicher Dicke. Kleine Elemente stellen Holzspäne unterschiedlicher Größe (Grob- bis Feinspäne), Hackschnitzel, Holzwolle, Holzfasern und Stäube dar. Neben Holz können auch andere lignocellulosische Materialien wie Getreidestroh, Hanfschäben oder Miscanthus verwendet werden.

## Eigenschaften
Die Eigenschaften der Holzwerkstoffe ändern sich stark mit der Größe und Form der Holzpartikel. Im Vergleich zu Vollholz verändert sich bei der Zerkleinerung des Holzes eine Reihe von Eigenschaften. So nimmt die Homogenität des Materials bei zunehmendem Aufschluss zu, zugleich sinkt jedoch die Festigkeit der Produkte, der Energieeinsatz und die Umweltbeeinträchtigungen wachsen gegenüber dem Vollholzeinsatz. Die Dämmeigenschaften und die Oberflächengüte verbessern sich dagegen. Die Anforderungen an die Holzqualität sinken, je kleiner die Holzpartikel sind. So sind sie für Brettschichtholz beispielsweise deutlich höher als für Spanplatten.

## Herstellung
Üblicherweise werden platten- oder strangförmige Holzwerkstoffe durch Mischung der verschiedenartigen Holzpartikelformen mit natürlichen und synthetischen Bindemitteln (Klebstoffen) und ggf. einer Zugabe weiterer Additive, zum Beispiel Hydrophobierungsmittel, Holzschutzmittel oder Farbpartikel, im Zuge einer anschließenden Heißverpressung hergestellt. Die „neuen“ bzw. „innovativen“ Holzwerkstoffe werden meist mit modernen Verfahren der Kunststofftechnik wie Extrusion oder Spritzguss verarbeitet. Auch mechanische Verbindungen beispielsweise über Schrauben, Dübel oder Nut-Feder-Verbindungen sind möglich.

## Arten von Holzwerkstoffen
Holzwerkstoffe lassen sich aufgrund der unterschiedlichen verwendeten Strukturelemente unterscheiden in Werkstoffe auf Vollholzbasis, Furnierwerkstoffe, Spanwerkstoffe, Faserwerkstoffe und Verbundwerkstoffe.

### Vollholzwerkstoffe und Furnierwerkstoffe

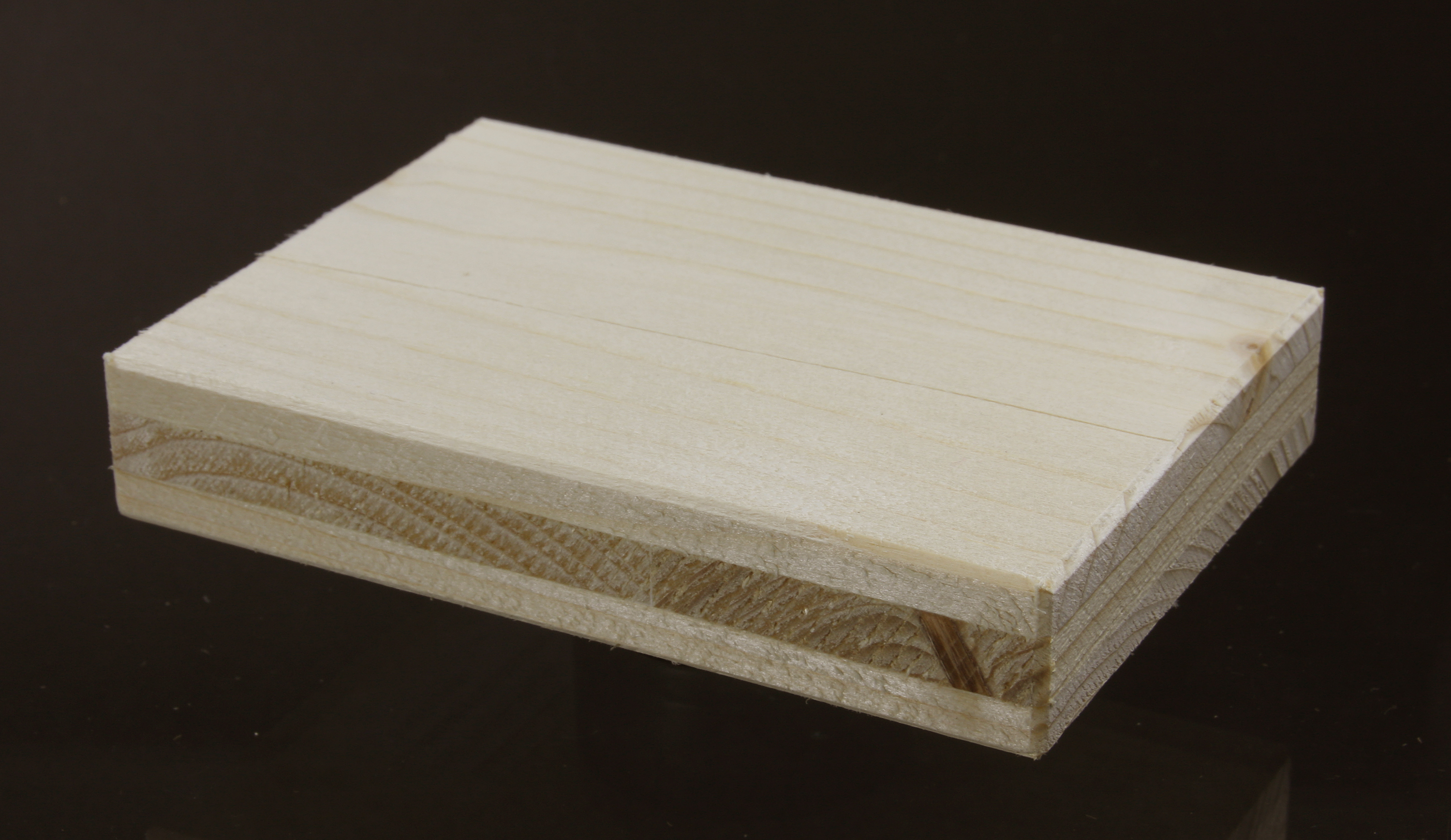
Fichten-Brettsperrholz

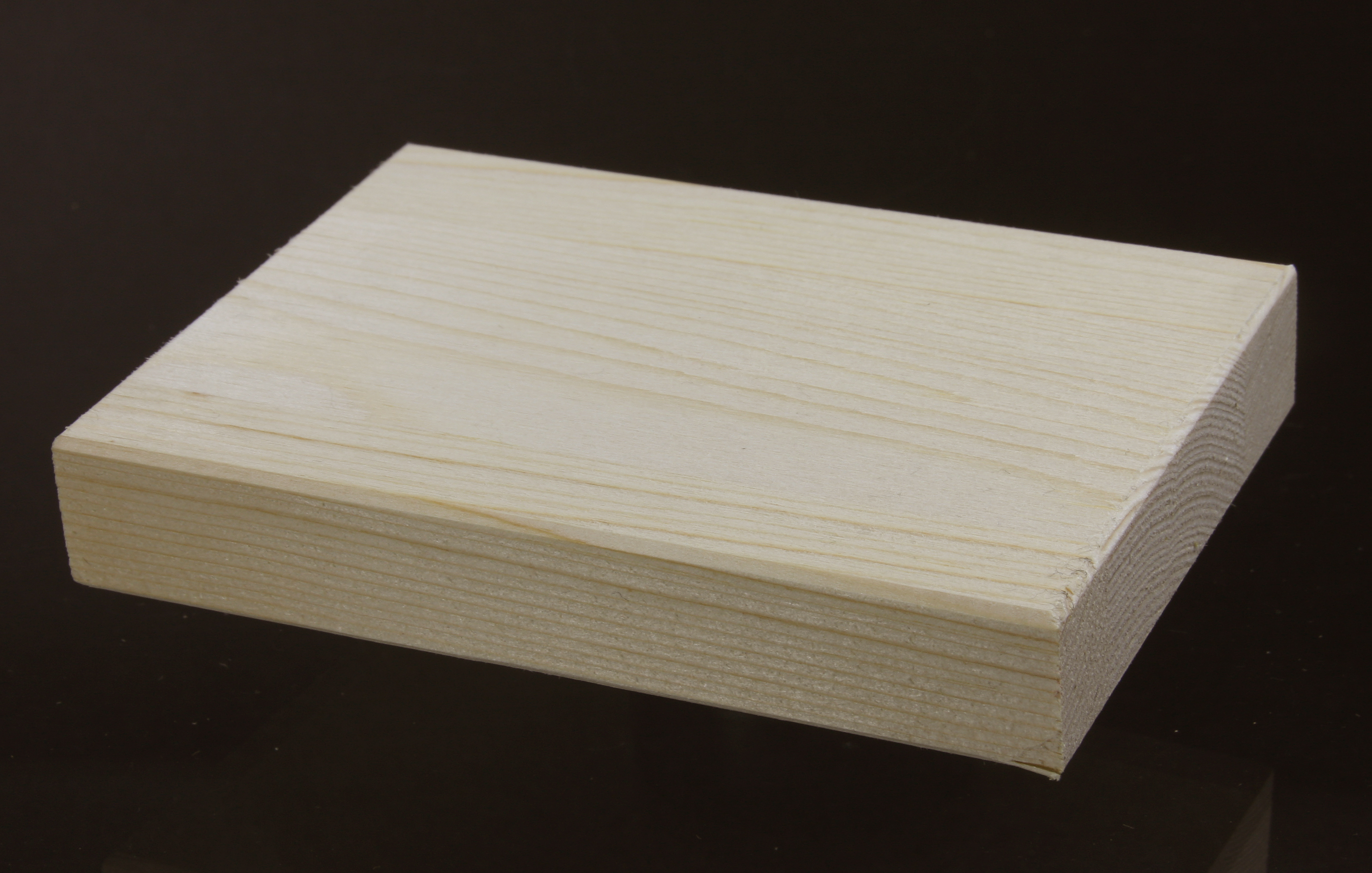
Fichten-Leimholz

Als Vollholzwerkstoffe bzw. Werkstoffe auf Vollholzbasis werden alle Holzwerkstoffe zusammengefasst, die auf Massivholzelementen, vor allem Bretter oder Stäbchen, basieren. Demgegenüber bestehen Holzwerkstoffe auf Furnierholzbasis aus dünnen Schälfurnieren. Vollholz- und Furnierholzwerkstoffe unterscheiden sich entsprechend im Wesentlichen bezüglich der Dicke der eingesetzten Holzelemente, entsprechend können beide sowohl als Sperrholz aus jeweils um 90° gedreht aufeinander verklebten Lagen oder als Schichtholz mit parallel liegenden Lagen gefertigt werden. Bei ersteren verlaufen die Fasern der sichtbaren Oberflächen auf beiden Seiten parallel. Die Anzahl der Lagen ist daher meist ungerade.
Zu den Holzwerkstoffen auf Vollholzbasis gehören:
- Massivholz- oder Leimholzplatten, einschichtig oder mehrschichtig, dann als Brettsperrholz, bei dem dickere Brettlagen querverleimt werden. Brettsperrhölzer werden vor allem als tragende Wand-, Dach- oder Deckenplatten verwendet. Massivholzplatten mit Dicken über 12 Zentimeter werden in der Regel als Hohlraumkonstruktionen gefertigt.
- Brettschichtholz und andere Brettstapelkonstruktionen[1], bei denen der Faserverlauf der Brettlagen überwiegend gleichgerichtet ist. Die Bretter können einfach verleimt oder mechanisch über Nägel, Dübel Nut-Feder- oder Schwalbenschwanzsysteme verbunden sein.
- Stabsperrholz (Tischlerplatte), Lamelliertes Holz oder andere stabförmig verklebte Elemente aus Vollholz
- Vollholzelemente aus kreuzweise geschichteten Brettern, die über Dübel und Nägel verbunden sind und als große Bauelemente beispielsweise im Hausbau verwendet werden. Dabei können komplette Wände mit ausgeschnittenen Fenstern und Türen als Elemente vorliegen.

Bei den Vollholzwerkstoffen haben vor allem die Güte der eingesetzten Hölzer, die Art der Verbindung, der Schichtaufbau und die Schnittrichtung Einfluss auf die Festigkeitseigenschaften des Werkstoffs. So kann bspw. die Tragfähigkeit eines Schichtholzes erhöht werden, wenn Brettschichten mit hoher Festigkeit in den Außenlagen eingesetzt werden. Die Schnittrichtung beeinflusst die Formbeständigkeit, da von ihr Spannungen innerhalb des Werkstoffs abhängig sind.

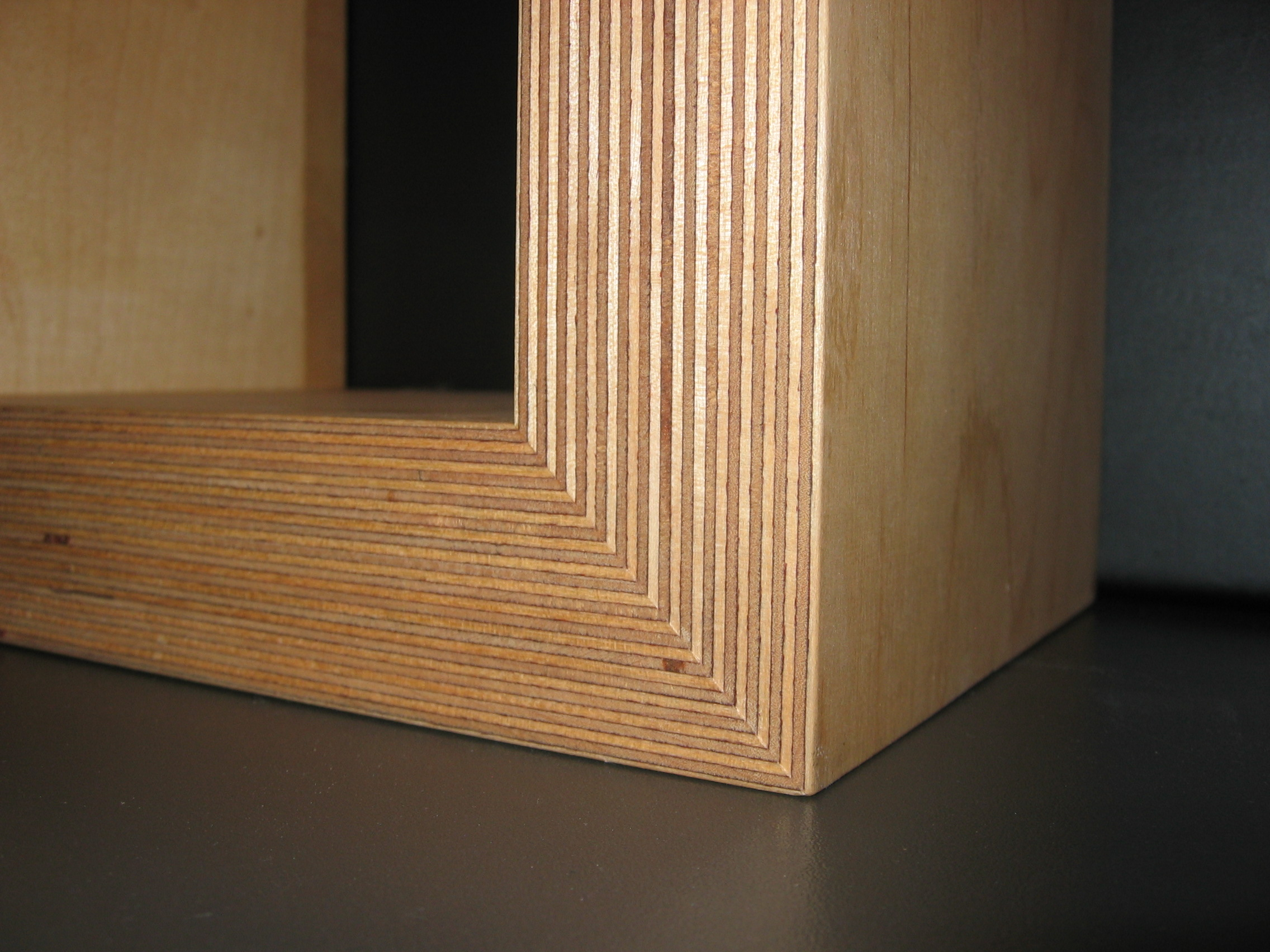
40 mm dicke Birke-Multiplex-Platte mit 45°-Gehrung

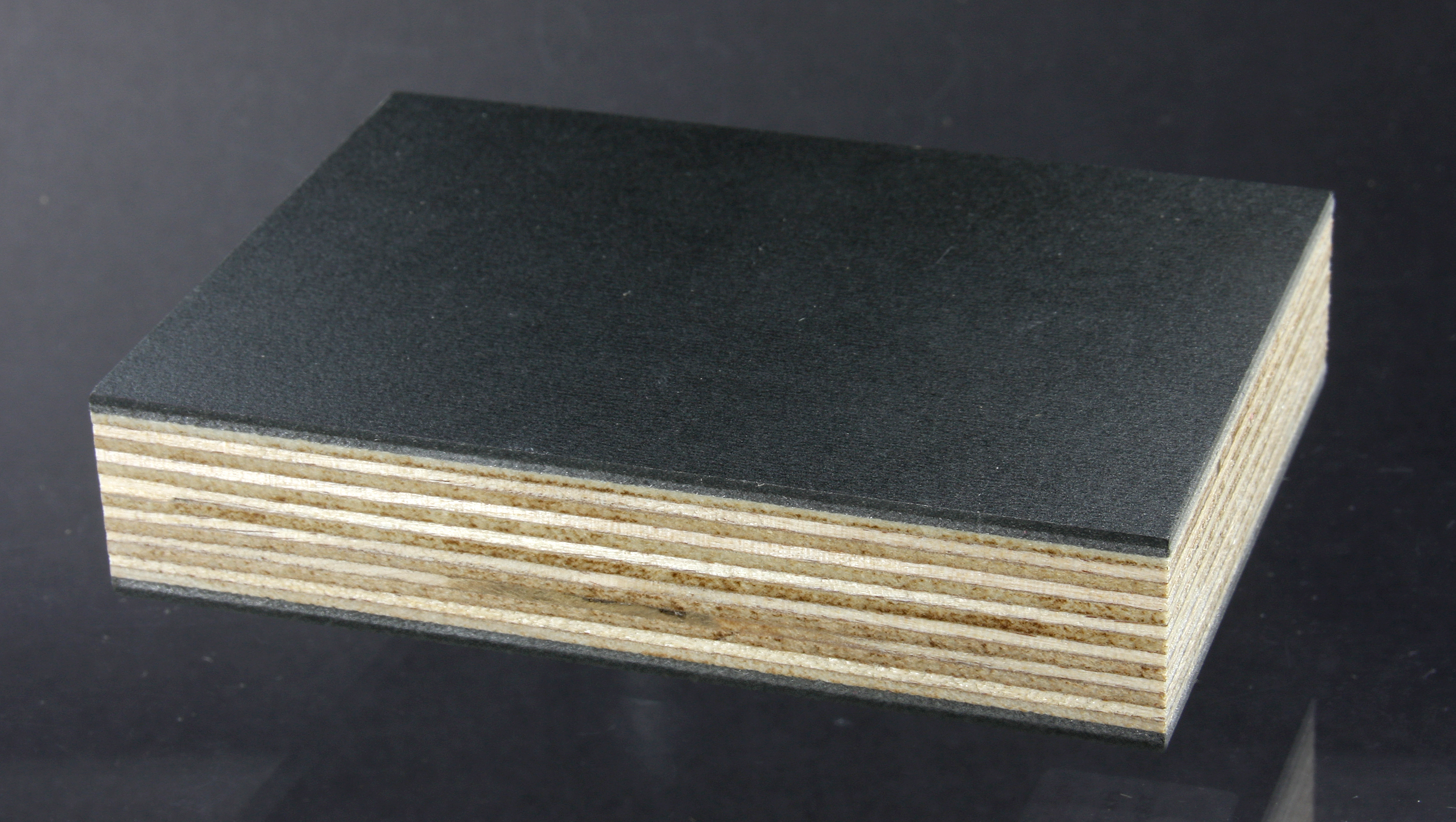
Furniersperrholzplatte aus querverleimten Furnierhölzern, beschichtet mit Linoleum

Die Einteilung von Furnierholzwerkstoffen erfolgt ebenso wie bei den Vollholzwerkstoffen primär nach dem Plattenaufbau, wobei im Falle des Furnierholzes durch die geringe Dicke der eingesetzten Elemente eine größere Variationsbreite möglich ist. Zu den Holzwerkstoffen auf Furnierholzbasis gehören:
- Furniersperrholz (FU) – besitzt eine hohe Formbeständigkeit durch querverleimte Furniere. Hierzu gehören die Multiplex-Platten mit bis zu 35 Furnierschichten.
- Furnierschichtholz
- Furnierstreifenholz
- Biegesperrholz – meist dreilagig, wobei die mittlere Schicht dünner ist als die äußeren. Wie schon der Name sagt, lässt sich diese Sperrholzsorte leicht biegen, ohne zu brechen (i. d. R. bis auf den Durchmesser einer Weinflasche)

Furnierholzwerkstoffe werden größtenteils unbeschichtet gefertigt, können jedoch auch mit verschiedenen Werkstoffen beschichtet sein. Dazu gehört insbesondere Schichtstoffplatten, aber auch Linoleum und andere Materialien. Besondere Furniersperrhölzer sind zudem lackiert, metallbewehrt oder fungizid-geschützt. Eine Besonderheit stellt das Kunstharzpressholz (KP) dar, bei dem Furnierholz mit Kunstharz, vor allem Phenolharz imprägniert und unter hohen Temperaturen zu einem Holzwerkstoff mit sehr hoher Dichte und Festigkeit verpresst wird.
Hinweis: Nach der Definition in DIN 1052:2008-12 gehören Brettschichtholz, Balkenschichtholz und Furnierschichtholz ohne Querlagen nicht in die Gruppe der Holzwerkstoffe. Alle faserabhängigen Eigenschaften bleiben bei den genannten über den Querschnitt erhalten. Diese Materialien werden meistens wie Vollholz als stabförmige Bauteile eingesetzt. Erst bei Veränderung der ursprünglichen Faserstruktur, z. B. bei Furnierschichtholz mit Querlagen oder OSB-Platten entstehen Holzwerkstoffe im eigentlichen Sinn. Bauteile aus diesen Holzwerkstoffen können als Platten oder Scheiben eingesetzt werden.

### Holzspanwerkstoffe

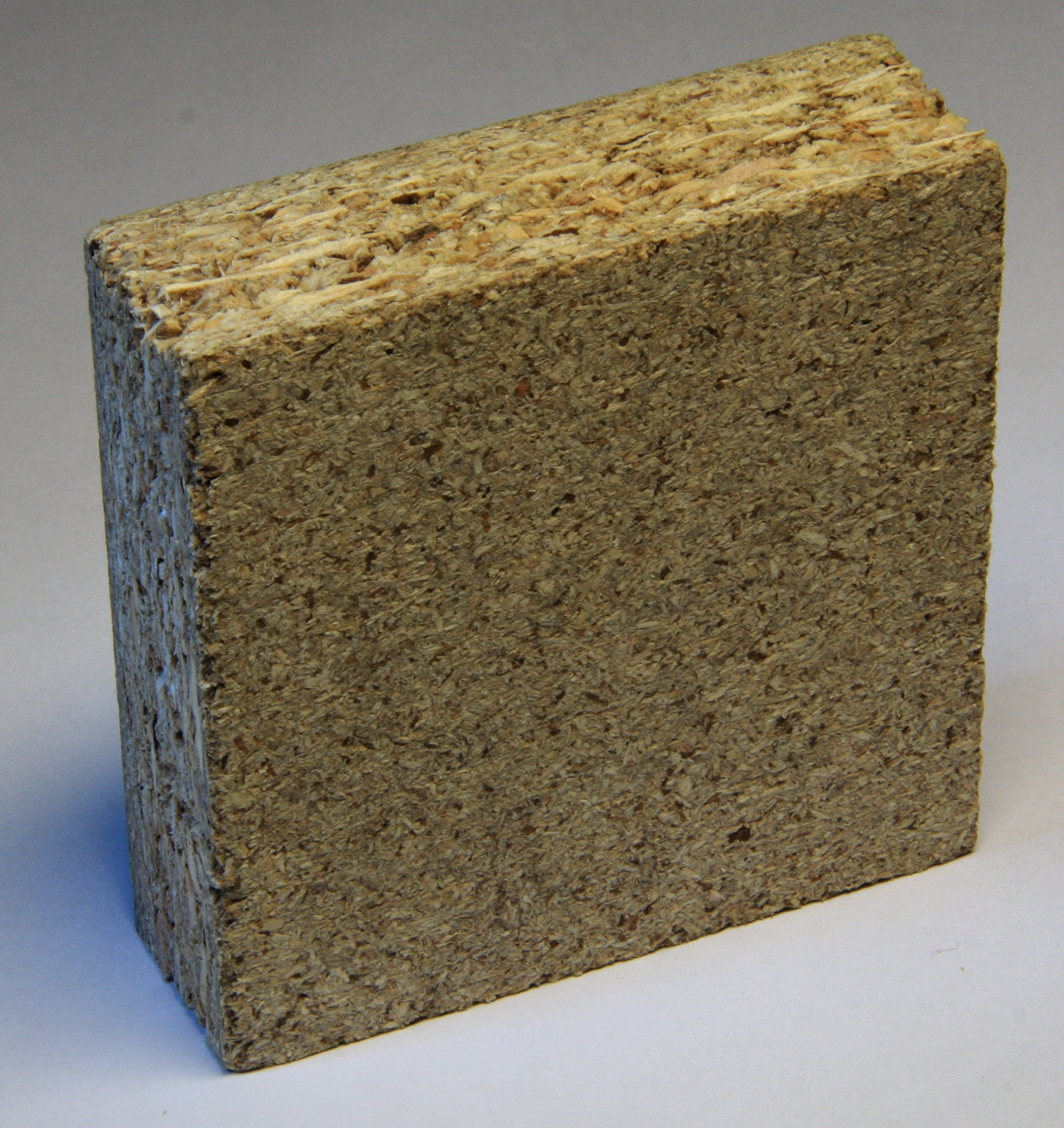
Ein kleines Stück einer Flachpressplatte

Holzspanwerkstoffe werden aus Holzspänen, Kunstharzleim und Additiven unter Wärme und Druck hergestellt. Die Holzspäne werden mit Hackern und speziellen Zerspanermessern aus Voll- und Sägerestholz gewonnen.
Man unterscheidet folgende Unterarten:
- Flachpressplatte (P2), allgemein als Spanplatte bezeichnet
- Strangpressplatte, wird auch in der Variante Röhrenspan als ca. 4 cm starke Kernlage in Türblättern verwendet
- Spanholzformteile
- Grobspanplatte (auch OSB-Platte genannt)
- Spanstreifenholz (LSL)

Holzspanwerkstoffe sind die bedeutendsten Holzwerkstoffe weltweit mit einem breiten Anwendungsspektrum. Dementsprechend gibt es eine Vielzahl an Klassifizierungsmerkmalen (nach Herstellung, Oberfläche, Form, Größe, Aufbau oder Zweck) für die klassische Spanplatte und OSB-Platte und die vielen Spezialanwendungen.
Eine normgerechte Einteilung kann nach EN 309 vorgenommen werden.

### Holzfaserwerkstoffe

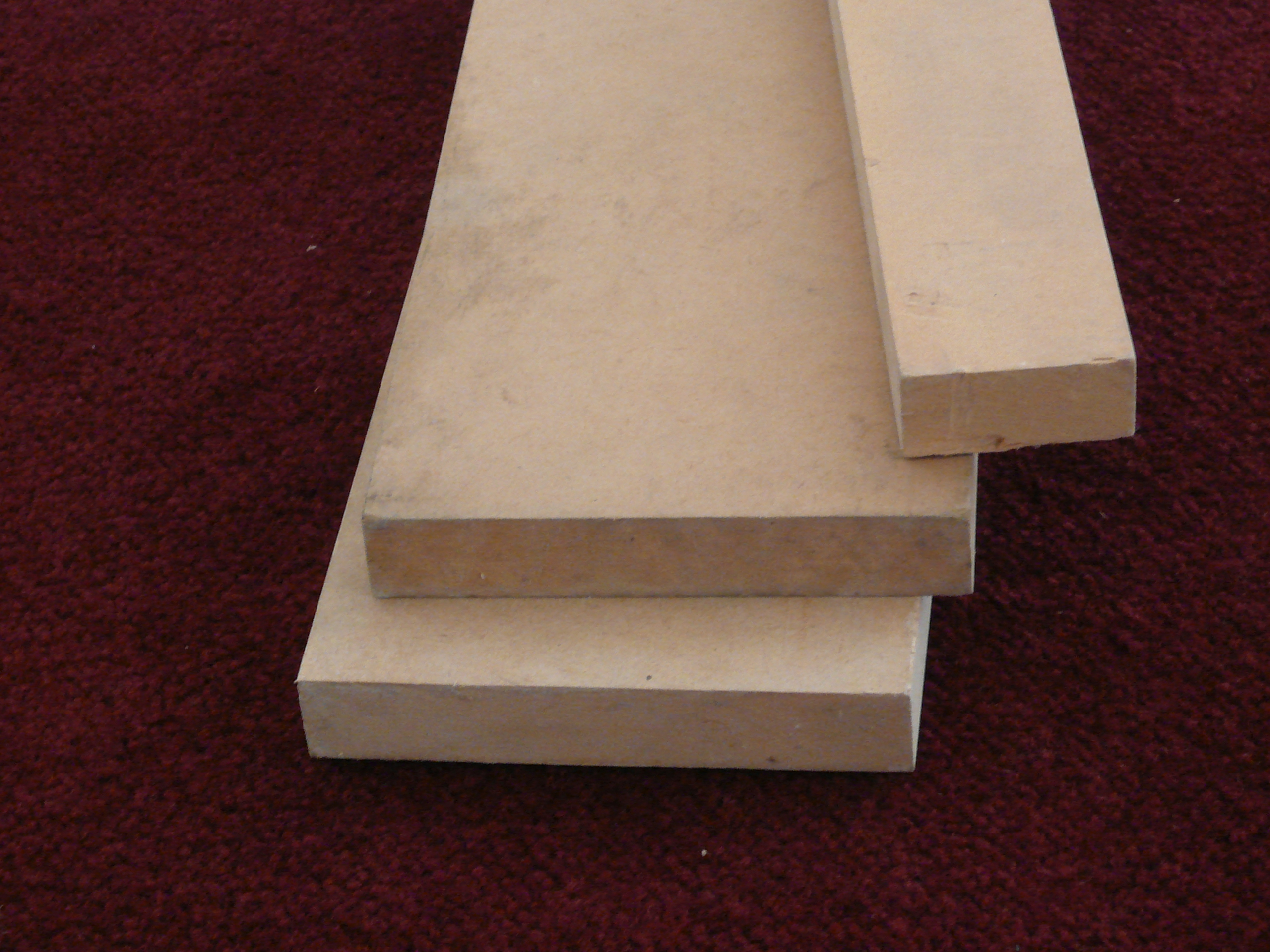
MDF-Platte

Holzfaserplatten werden aus Holzfasern aus Sägenebenprodukten oder Resthölzern, aber auch aus anderen faserhaltigen Pflanzen wie zum Beispiel Flachs oder Raps hergestellt. Der strukturelle Zusammenhalt beruht im Wesentlichen auf der Verfilzung der Holzfasern und ihren holzeigenen Inhaltsstoffen, es können aber auch Polymere als Bindemittel eingesetzt werden. Je nach Herstellungsverfahren (trockene oder nasse Vliesbildung) und Verdichtung der Holzfasern werden Untergruppen unterschieden:
Bei Holzfaserplatten, die im Nassverfahren hergestellt wurden:
- Die Holzfaserdämmplatte (HFD) (auch Poröse Faserplatte und „Soft Board“ (SB)) ist ein Plattenwerkstoff von geringer Dichte (230–350 kg/m³) dessen Einsatz zur Wärme- und Schallisolation im Bauwesen erfolgt. Poröse Faserplatten können auch mit Bitumen gebunden sein.
- Die Mittelharte Faserplatte (MB) ist ein Plattenwerkstoff mit einer Dichte von 350 bis 800 kg/m³.
- Die Harte Faserplatte (HB oder HFH) (auch „Hartfaserplatte“) mit einer Dichte über 800 kg/m³ findet Verwendung für Schalungen, Innenausbau, Türen, Möbel und Verpackungen.

Extraharte Faserplatten (HFE) haben eine noch deutlich höhere Dichte.
Bei Holzfaserplatten, die im Trockenverfahren hergestellt wurden:
- Die Mitteldichte Faserplatte (MDF) wird im Trockenverfahren hergestellt. Sie löst durch ihre Homogenität, höhere Festigkeit und durch die besseren Oberflächeneigenschaften zunehmend die Flachpressspanplatten (P2) ab.
- Die Hochdichte Faserplatte (HDF) besteht aus mit Leim getränkten und unter Druck und Hitze verpressten Holzfasern, die besonders hoch verdichtet wurden. Sie findet Verwendung als Trägermaterial für hohe Belastung bei geringer Materialstärke (z. B. Laminatfußböden).

Faserplatten niedriger Dichte ohne Klebstoffzugabe werden vor allem als Dämmstoffe eingesetzt. Auch ultraleichte Faserplatten (ULDF) gibt es auf dem Markt. Eine normgerechte Einteilung kann nach EN 216 vorgenommen werden.

### Verbundwerkstoffe
Verbundwerkstoffe zeichnen sich dadurch aus, dass sie aus verschiedenen Materialien bestehen. Dabei können sie sowohl aus unterschiedlichen Holzfragmenten als auch aus Holzelementen und anderen Materialien wie Kunststoffen und anderen Bindemitteln wie Harzen, härtenden Ölen, Gips, Beton oder Papier bestehen. Auch die Art des Verbundes kann sich stark unterscheiden.
Beispiele für Holzverbundwerkstoffe sind
- Wood Plastic Composites oder Holz-Polymer-Werkstoffe sind thermoplastisch verarbeitbare Verbundwerkstoffe aus Holz, Kunststoffen und Additiven, die meist mit modernen Verfahren der Kunststofftechnik verarbeitet werden. In der DDR wurden diese Verbundstoffe mit dem Handelsnamen Prestofol hergestellt.
- Leichtbauplatten mit hochfesten Decklagen und einem leichteren Kern aus Holzwerkstoffen, Schaumstoffen, Balsaholz oder Waben (Papierwabenplatten)
- Kunstharzpressholz, auch als Lignostone bekannt, ist ein im Autoklaven verdichteter Werkstoff basierend auf Holz, erfunden 1915 von Fritz und Hermann Pfleumer. Er wird noch heute aus zusammen mit Kunstharz verpressten Buchenholzfurnieren erzeugt.
- Steinholz, eine Mischung als Holzfasern und Magnesiumcarbonat (Magnesia) oder Sorelzement
- Holzbeton, Durisol und Holzwolle-Leichtbauplatten, Mischungen aus Holzspänen und kalk- oder zementhaltigen Bindemitteln oder Magnesit
- Holzbronze, ein Gemisch aus Holzfasern, Leim, Ton und Gips
- Linoleum, ein Gemisch aus Holzmehl und verschiedenen weiteren Füllstoffen und Bindemitteln

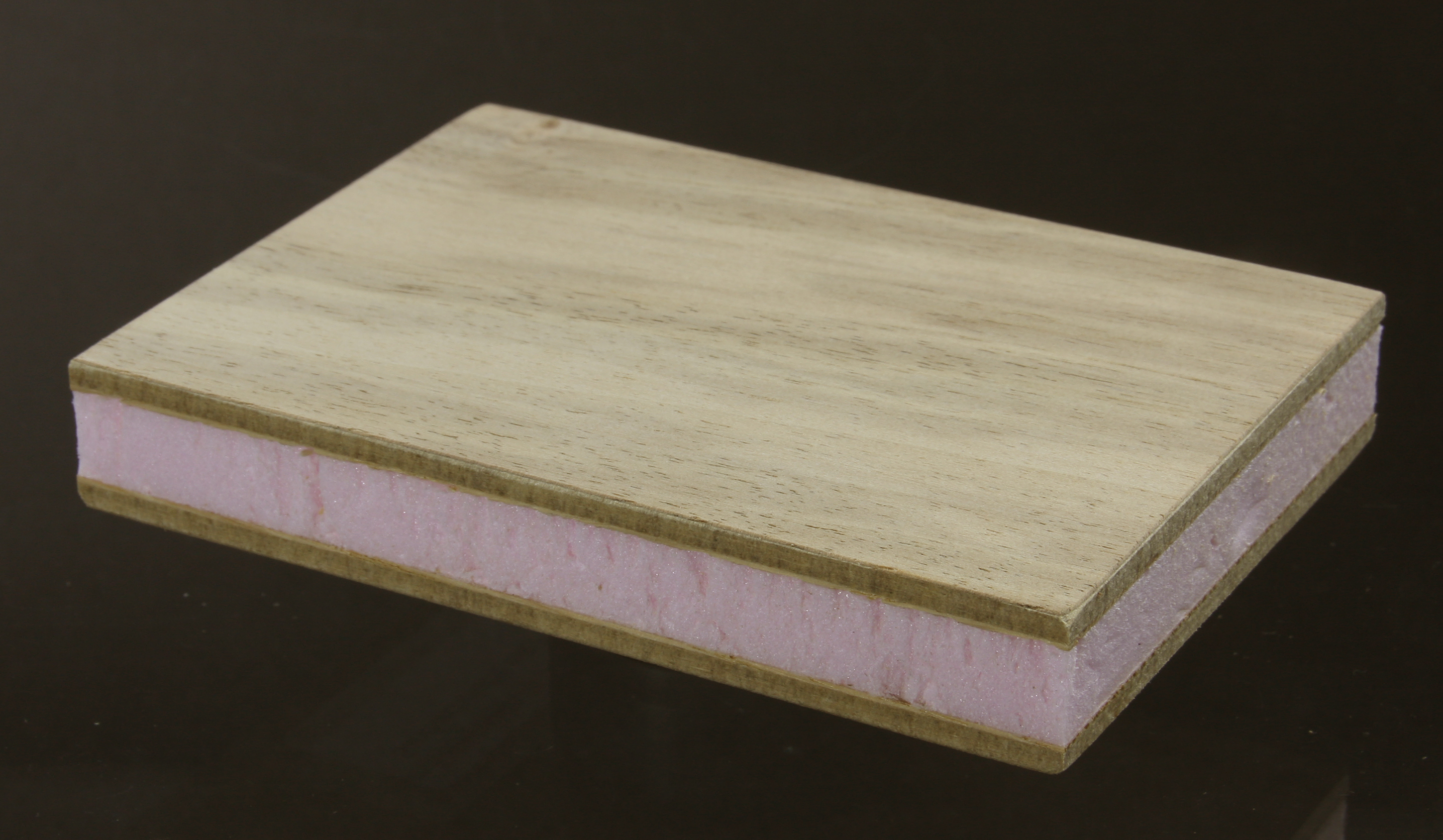
Sandwichplatte aus furnierter Hartfaser- platte und Polystyrol- kern
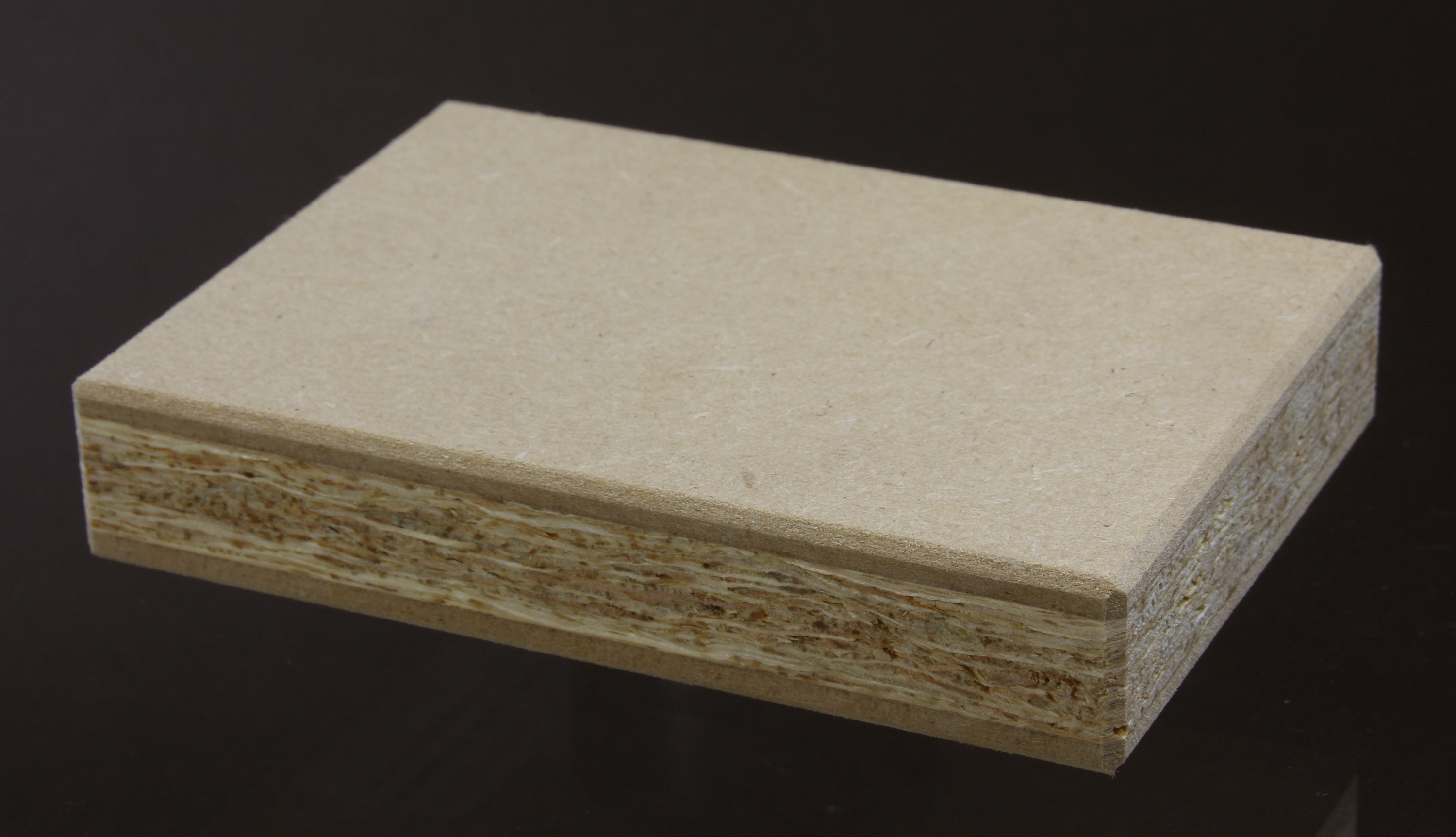
Verbundplatte aus OSB-Mittellage und MDF-Decklagen
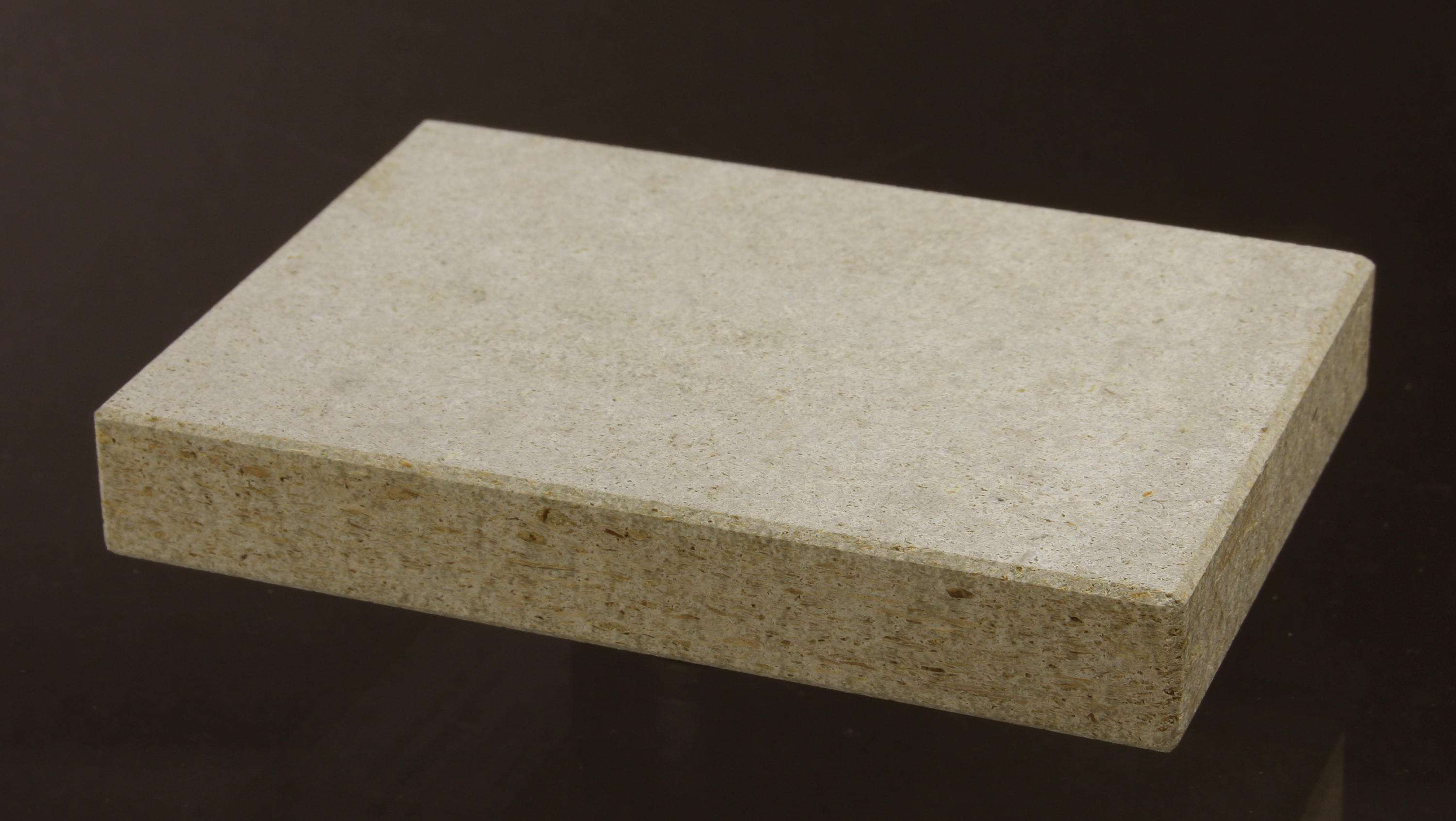
Zementgebundene Spanplatte
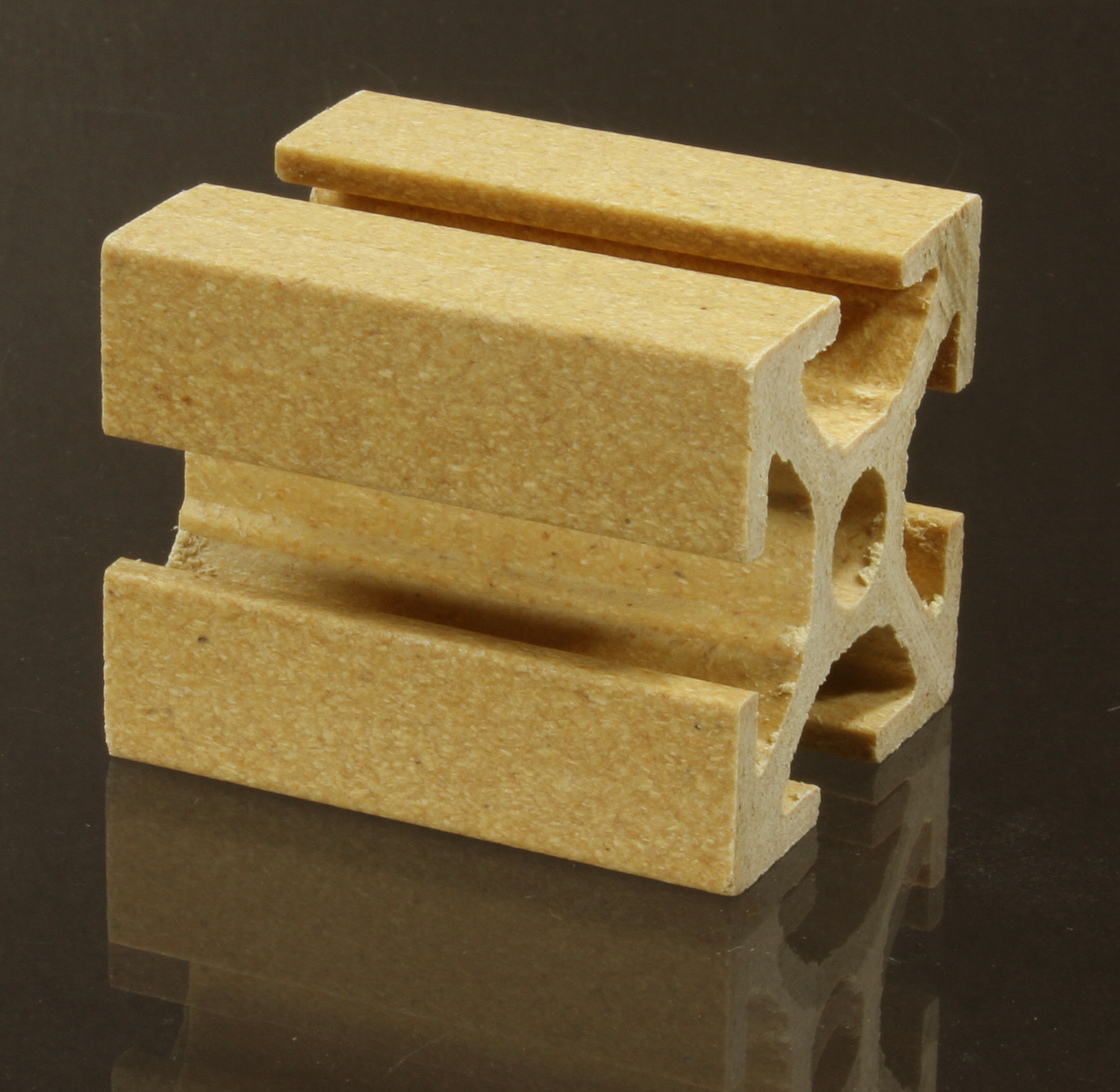
Profilblock aus einem Wood-Plastic-Composite

### Sonstige
- Arboform, auch als Flüssigholz bekannt, ist ein thermoplastisch verarbeitbarer Werkstoff aus Lignin und Cellulose, der mit den etablierten Kunststoffverarbeitungsformen wie Spritzguss, Extrusion, Pressen, Tiefziehen und Blasformen verarbeitet werden kann. Dieser innovative Holzwerkstoff hat bereits in vielen kleinen Produktserien Anwendung gefunden.
- Mykoholz ist ein Werkstoff aus Laubholz, das zielgerichtet durch einen Kulturpilz zur weiteren industriellen Verwertung abgebaut wurde. Das Mykoholz wird aus berindeten Rundhölzern, hauptsächlich aus Buche oder Birke, seltener aus Rosskastanie oder Espe, gewonnen. Es ist spannungsfreier, poröser, weicher, leichter als unbehandeltes Holz und dadurch besser imprägnier- und bearbeitbar.[2]

## Bindemittel und Zusatzstoffe
Bindemittel spielen bei der Herstellung von Holzwerkstoffen eine zentrale Rolle, so beträgt der Bindemittelanteil bei Spanplatten 8–10 %, bei innovativen Biowerkstoffen wie den Wood-Plastic-Composites sind es mehr als 20 %. Während bei den konventionellen Holzwerkstoffen vor allem Formaldehyd enthaltende Kunstharze als Bindemittel eingesetzt werden, sind es bei den Wood Plastic Composites i. d. R. gesundheitlich weniger bedenkliche Kunststoffe oder bio-basierte Kunststoffe. Bindemittel aus nachwachsenden Rohstoffen sind zwar in der Entwicklung, spielen in der Holzwerkstoffindustrie praktisch jedoch noch keine Rolle.
Weitere Zusatzstoffe in Holzwerkstoffen können sein: Flammschutzmittel, Holzschutzmittel, Hydrophobierungsmittel, Härter etc.

## Verwendung von Holzwerkstoffen

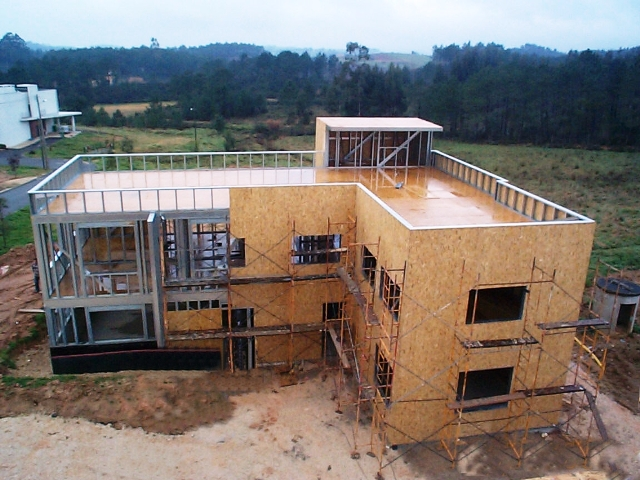
Stahlskelettbau verkleidet mit OSB-Platten

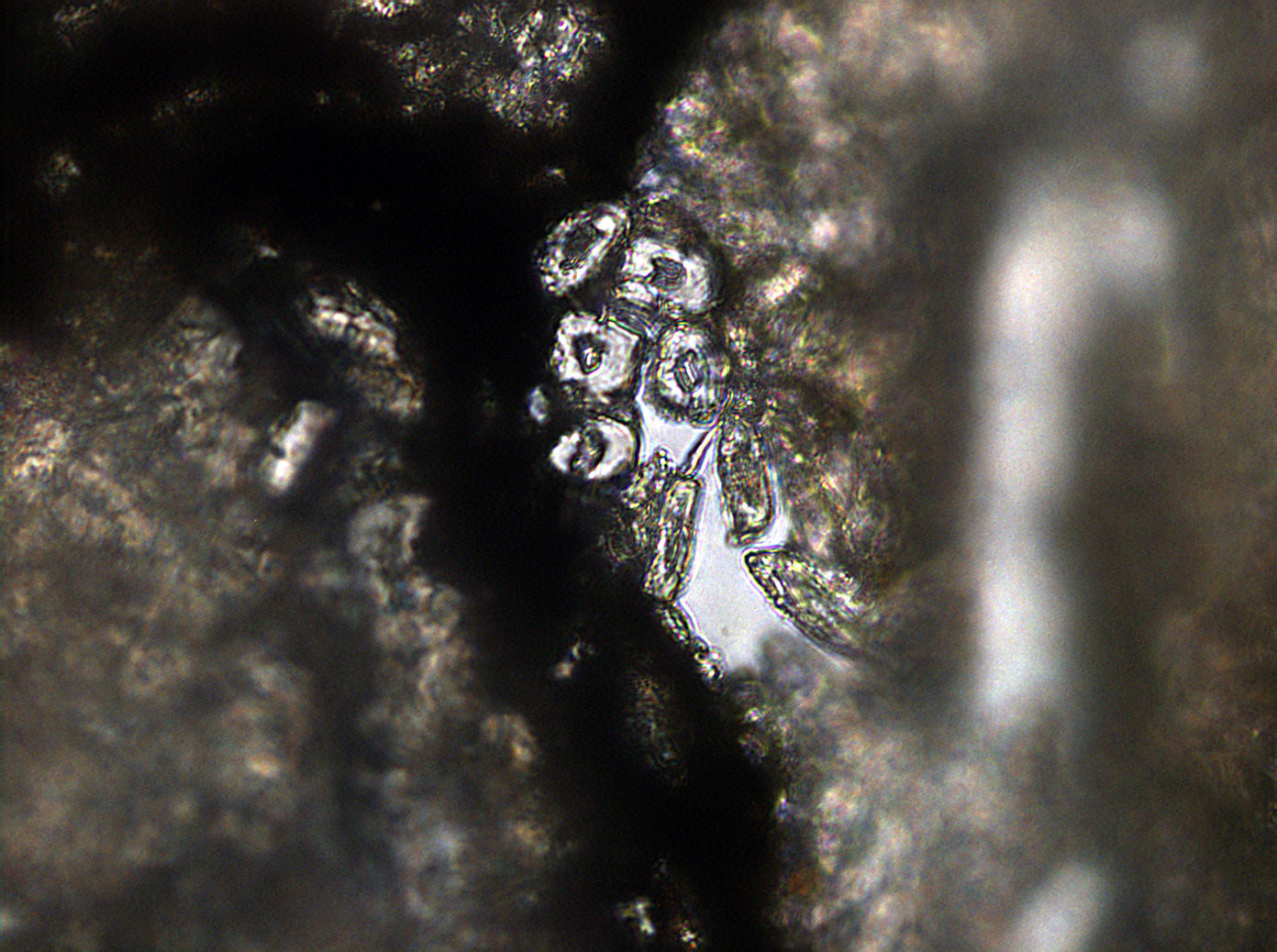
Mikroskopie eines Holzverbundwerkstoffes mit deutlich erkennbaren Holzzellen

Holzwerkstoffe werden vor allem in der Bau- und Möbelindustrie eingesetzt. Für Sperrholz gibt es eine breite Anwendungspalette als Baustoff, als Dämmstoffe werden insbesondere Holzfaserplatten eingesetzt. Die Möbelindustrie ist Hauptabnehmerin von Spanplatten – ungefähr 50 % der in Deutschland hergestellten Spanplatten werden zu Möbeln (Schränke, Regale, Tische, Wohn- und Sitzmöbel etc.) verarbeitet. Darüber hinaus finden Holzwerkstoffe im Fahrzeugbau und als Verpackungsmaterial Anwendung.

## Wirtschaftliche Bedeutung
Zur Holzwerkstoffindustrie zählen die Holzfaser-, Spanplatten-, OSB-Platten- und Massivholzplattenhersteller sowie die Furnier- und Sperrholzerzeuger. 2008 hatte die Holzwerkstoffbranche in Deutschland 15.000 direkte Beschäftigte; 2014 waren es bereits 25000. Die 71 Betriebe erwirtschafteten einen Umsatz von rund 5,6 Milliarden Euro im Jahr. Holzwerkstoffe sind in der Regel wesentlich preisgünstiger als Massivholz. Deutschland ist der größte Hersteller von Holzwerkstoffen in Europa. Circa 10 % des Waldholzes werden in Deutschland für die Produktion von Holzwerkstoffen genutzt. 2008 wurden 7,5 Mio. m³ Spanplatten, ca. 1 Mio. m³ OSB-Platten, 3,9 Mio. m³ MDF-Platten und 175.000 m³ Sperrholz produziert. Nachdem die traditionellen Holzwerkstoffe in Europa und Deutschland jahrelang z. T. hohe Zuwachsraten aufwiesen, brach die Produktion 2008 mit Ausnahme von Wood Plastic Composites (WPC) im Vergleich zum Vorjahr ein: von −2 % beim Sperrholz bis −9,3 % bei den MDF-Platten. Die Spanplatten- und OSB-Plattenproduktion nahm im Schnitt um 6–7 % ab. Auch in Europa sank die Holzwerkstoffproduktion um durchschnittlich 8–9 % auf ca. 56 Mio. m³. Nur die Wood Plastic Composites verzeichneten einen Produktionszuwachs um 78 % in Deutschland.

## Umweltwirkungen
Bedenken bezüglich des Einsatzes von Holzwerkstoffen gibt es im Hinblick auf Emissionen von Schadstoffen. Hier werden besonders Formaldehyd aus den Bindemitteln angeführt, aber auch flüchtige organische Verbindungen (VOC), welche aus dem Holz an sich stammen (beispielsweise Terpene). Formaldehydemissionen aus den Bindemitteln werden von manchen Herstellern durch den Einsatz formaldehydfreier Kleber (z. B. Polyurethan-Kleber) vermieden. Darüber hinaus müssen die zahlreichen Zusatzstoffe wie Flammschutzmittel, Holzschutzmittel, Hydrophobierungsmittel oder Härter auf ihre Umweltwirkung überprüft werden. Neben der Herkunft des Holzes für Holzwerkstoffe (Zertifizierung) sind es in erster Linie die Bindemittel und Zusatzstoffe, die über die Nachhaltigkeit von Holzwerkstoffen entscheiden.